# Kerry-Seas-Nationalpark
Der Kerry-Seas-Nationalpark (irisch Páirc Náisiúnta na Mara, Ciarraí, englisch Kerry Seas National Park) ist ein Nationalpark an der Küste des County Kerry im Südwesten von Irland. Der Nationalpark, der im April 2024 eröffnet wurde, besteht aus mehr als 28.000 Hektar (sowohl an Land als auch auf See) und ist damit der größte Nationalpark Irlands. Er ist zugleich der erste Meeres-Nationalpark in Irland.

## Beschreibung
Er besteht aus Meeresflächen, einigen Geister-Inseln und der Halbinsel Dingle, die alle am Wild Atlantic Way, der längsten Küstenstraße der Welt, liegen. Dazu gehören konkret:
- Auf der Dingle-Halbinsel und deren Umgebung:
  - zwölf kleine Inseln der Blasket Islands, Besonderes Erhaltungsgebiet (special area of conservation, SAC)

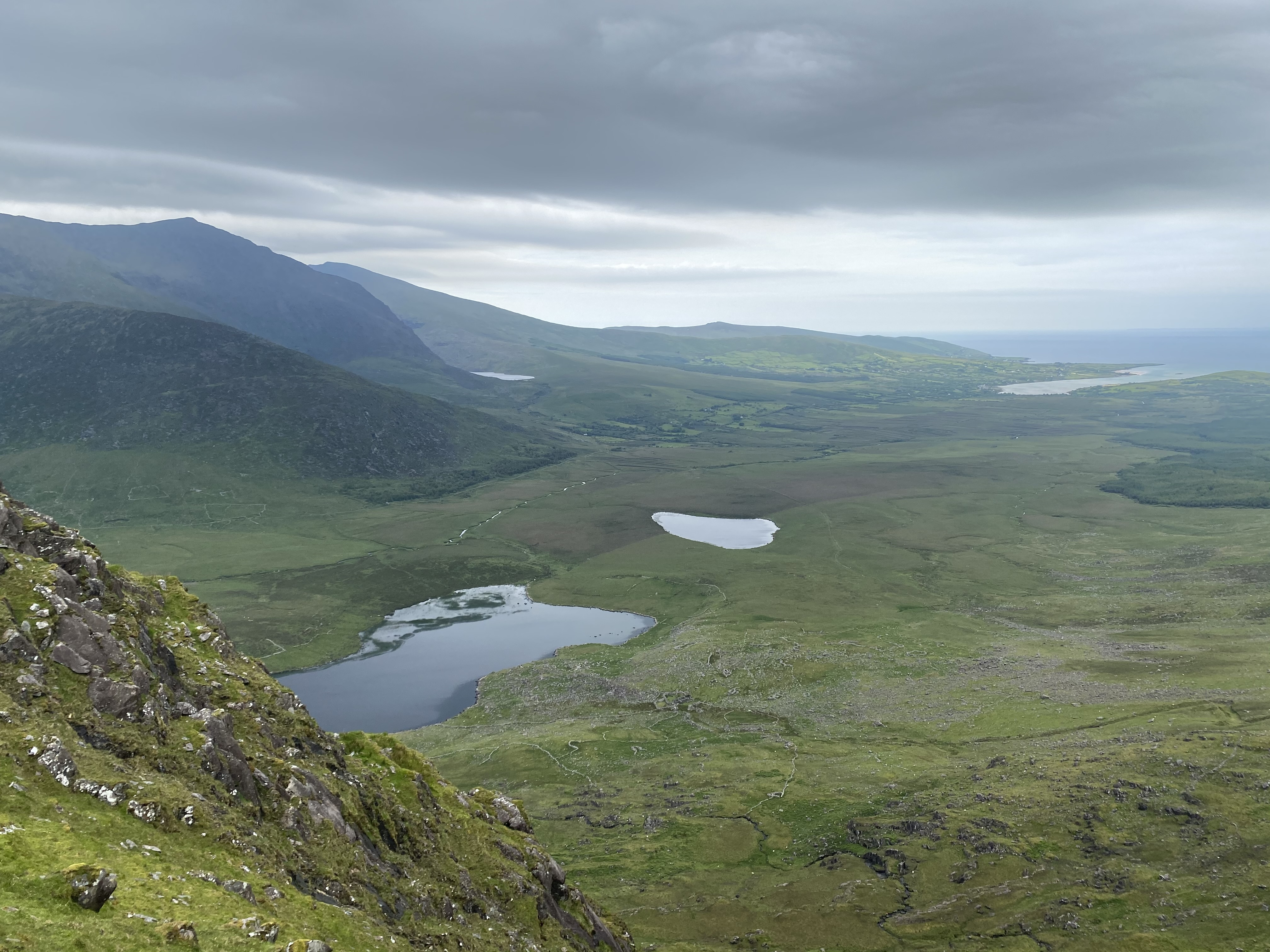
Owenmore-Flusstal

- - das Flusstal des Owenmore (An Abha Mhór) und der Connor Pass
  - Mount Brandon und die Erhebung von Más an Tiompáin
  - die Dünen von Inch
  - die Sandbänke von Kerry Head

- nahe der Iveragh-Halbinsel:
  - Skellig Islands mit dem Weltkulturerbe von Skellig Michael samt ihrer Klosteranlage aus dem 7. Jahrhundert
  - Puffin Island
  - Bucht von Derrynane

Auf dem Festland wird der Kerry-Seas-Nationalpark durch den Inch Beach im Süden der Dingle-Halbinsel sowie dem Mount Brandon und dem Connor Pass begrenzt. Den Connor Pass hat der irische Staat im Jahr 2023 von einem Privatmann gekauft, um ihn dem Nationalpark hinzuzufügen. Insgesamt ist der Kerry-Seas-Nationalpark der siebente neben Burren, Connemara, Glenveagh, Killarney, Wicklow Mountains und Wild Nephin. Die Region Boyne Valley soll als nächste den Status eines Nationalparks erhalten, voraussichtlich bis 2026.
Anfang der 1950er Jahre zogen die letzten menschlichen Bewohner aus diesem Bereich weg, so dass sich mittlerweile immer mehr Wildtiere ansiedeln. Die Kegelrobben-Kolonie ist die größte ihrer Art in Irland. Hervorzuheben sind des Weiteren Papageientaucher, Sturmschwalben, Wale, Delfine und Riesenhaie.
Der Zutritt in den Park ist frei. Für Interessenten werden gezielte Bootstouren angeboten.